# 청송 송소 고택
송소고택(松韶古宅)은 대한민국 경상북도 청송군 파천면 덕천리에 있는 조선시대의 가옥이다. 2007년 10월 12일 대한민국의 국가민속문화재 제250호로 지정되었다.

## 개요
조선 영조 때 만석의 부를 누린 심처대의 7대손 송소 심호택(松韶 沈琥澤)이 1880년 파천면 지경리(호박골)에서 조상의 본거지인 덕천리로 이거하면서 건축한 가옥으로 ‘송소세장(松韶世莊)’이란 현판을 달고 9대간 만석부를 지낸 건물이다.
경북 북부 민가양식으로 건물에 독립된 마당이 있으며 사랑공간, 생활공간, 작업공간으로 공간이 구분되어 있는 등 조선시대 상류 주택의 특징을 비교적 잘 간직하고 있다. 또한, 바깥 마당에 담장으로 구획한 내·외담과 대가족 제도하에서 4대이상의 제사를 모실 수 있는 별묘 등 민속학적 가치가 매우 높다.

## 현지 안내문
이 집은 조선 영조때 만석의 부를 누린 심처대의 7세손 송소 심호택이 호박골에서 조선의 본거지인 덕천마을에 이거하면서 지은 99칸의 대규모 저택으로 1880년경에 건립되었다.
대문은 솟을 대문에 홍살을 설치하였으며 큰 사랑채는 정면5칸 측면2칸의 팔작지붕으로 크고 화려한 건물로 주인이 거처하던 곳이며 우측에 작은 사랑이 있다.
안채는 안주인이 거처하던 곳으로 'ㅁ'자형을 이루고 있으며 대청마루에는 세살문 위에 빗살무늬의 교창을 달았고 건물마다 독립된 마당이 있으며 공간이 구분되어 있는 등 조선후기 상류층 주택의 특징을 잘 간직하고 있다.
청송 심부자는 조선시대 12대 만석꾼인 경주 최부자와 함께 9대에 걸쳐 무려 250여년간 만석의 부를 누렸던 영남의 대부호로 한때 전국적인 명성을 떨쳤던 대표적인 집안이다.

## 참고 자료
- 청송 송소 고택 - 국가유산청 국가유산포털